# Goma de mascar

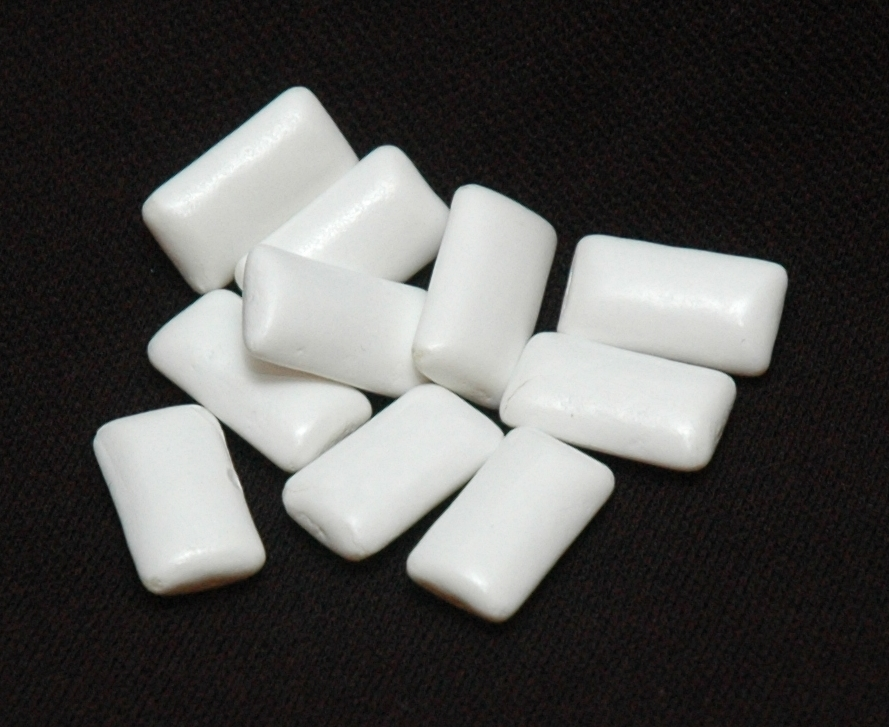
Chicles en forma de comprimidos.

La goma de mascar, comúnmente conocida  como chicle, es una goma masticable. Si bien la mayoría de las actuales utilizan una base de plástico neutro, también conocido como el acetato de polivinilo, o también la goma de xantano, hasta hace relativamente poco tiempo se utilizaba sin embargo la savia de un árbol tropical: el chiclero.
El nombre popular de chicle proviene de la palabra náhuatl tzictli, que es un polímero gomoso que se obtiene de la savia del Manilkara zapota, un árbol de la familia de las sapotaceae (antes denominado como Sapota zapotilla o Achras zapota) originario de Mesoamérica. Los mayas y aztecas fueron los primeros en explotar las propiedades positivas de la goma de mascar, ambos usaron el chicle, una goma de árbol natural, como base para hacer una sustancia similar a las encías y para unir objetos en el uso diario.

## Historia

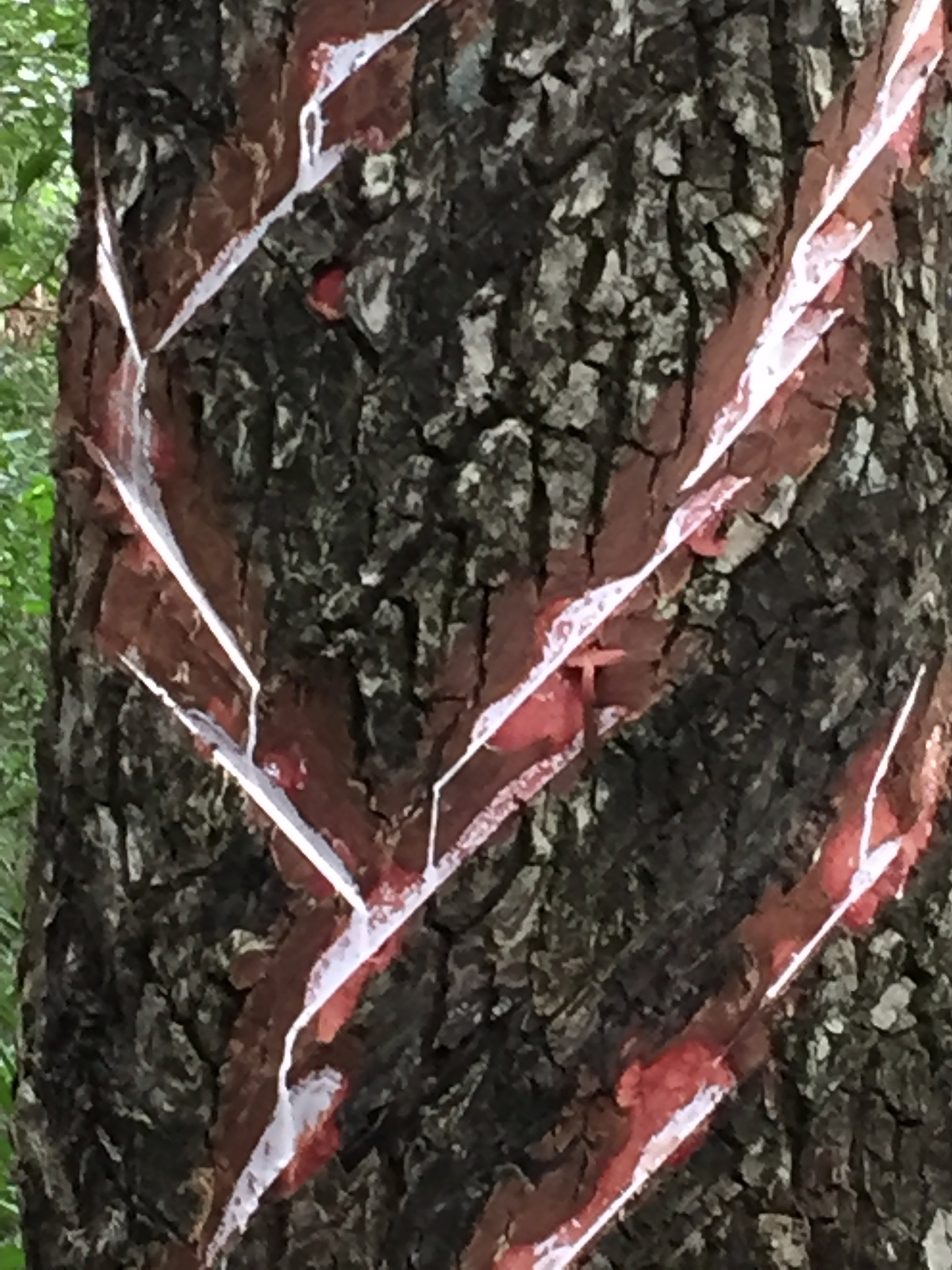
Extracción tradicional de chicle del árbol del chicozapote (Achras zapota) en Quintana Roo, México. Esta forma de extraer haciendo incisiones en zigzag es conocida por la civilización maya quienes le llaman sicté.

Masticar chicle en muchas formas ha existido desde el Neolítico. En el yacimiento arqueológico Monte Verde en Chile (el cual tiene una datación de carbono 14 de más de 14 000 años) se encontraron intentos de chicle, la goma de mascar era obtenida de una mezcla de boldo y distintas especies de algas. En Kierikki, en Finlandia, se ha encontrado goma de mascar de 6000 años de antigüedad hecha de brea de corteza de abedul, con huellas de dientes. Se cree que la brea con el que se hizo la goma tiene propiedades antisépticas y otros beneficios medicinales.
Es químicamente similar a la brea de petróleo y, por lo tanto, es diferente de la mayoría de las gomas tempranas. Los aztecas, así como los antiguos mayas antes que ellos, usaron el chicle, una goma de árbol natural, como base para hacer una sustancia similar a la goma y para unir objetos en el uso diario. Los chicles también se masticaban en la Antigua Grecia. Los antiguos griegos masticaban una goma de masilla hecha de la resina del árbol de lentisco. La goma de masilla, como la brea de corteza de abedul, tiene propiedades antisépticas y se cree que se ha usado para mantener la salud oral. Tanto el chicle como la masilla son resinas de árboles. Muchas otras culturas han masticado sustancias similares al chicle hechas de plantas, hierbas y resinas.
Aunque el chicle se remonta a las civilizaciones de todo el mundo, la modernización y comercialización de este producto se llevó a cabo principalmente en los Estados Unidos. Los indios americanos masticaban resina hecha de la savia de abetos. Los colonos de Nueva Inglaterra retomaron esta práctica y en 1848 John B. Curtis desarrolló y vendió el primer chicle comercial llamado «The State of Maine Pure Spruce Gum». De esta manera, el occidente industrializado, que había olvidado las gomas de los árboles, redescubrió el chicle a través de los primeros americanos. Alrededor de 1850 se desarrolló una goma hecha de cera de parafina, un producto derivado del petróleo, y pronto superó a la goma de abeto en popularidad. Para endulzar estos chicles tempranos, el usuario menudo utilizaba un plato de azúcar en polvo en el que sumergía repetidamente la goma para mantener la dulzura. William Semple presentó una patente anticipada sobre goma de mascar —número de patente 98 304— el 28 de diciembre de 1869.
El primer chicle con sabor fue creado en la década de 1860 por John Colgan, un farmacéutico de Louisville, Kentucky. Colgan mezcló azúcar en polvo con tolu, un aromatizante en polvo obtenido del extracto del árbol de bálsamo (Myroxylon), creando pequeños palitos de chicle con sabor que llamó «Taffy Tolu». Colgan también es líder en la fabricación y el envasado de goma de chicle a base de goma de Manilkara, un árbol de hoja perenne tropical. Colgan patentó una máquina para cortar automáticamente palitos de chicles más grandes —patente US 966 160, el 2 de agosto de 1910— llamada «Chewing Gum Chip Forming Machine» y otra para cortar automáticamente las envolturas de barras de chicle —patente US 913 352, el 23 de febrero de 1909— llamada «Web-cutting attachment for wrapping-machines» e inventada por James Henry Brady, un empleado de Colgan Gum Company.
El chicle moderno se desarrolló por primera vez en la década de 1860, cuando el expresidente Antonio López de Santa Anna trajo un cargamento de una tonelada de chicle (Manilkara zapota) de México a Nueva York, donde se lo dio a Thomas Adams para usarlo como sustituto del caucho. El chicle no tuvo éxito como reemplazo del caucho, sino como goma de mascar, se cortó en tiras, se le agregó sabor y se comercializó como «Adams New York Chewing Gum» en 1871. El chicle Black Jack (1884), aromatizado con regaliz, Chiclets (1899) y Wrigley's Spearmint Gum fueron las primeras marcas populares que rápidamente dominaron el mercado y todavía existen en la actualidad. Masticar chicle ganó popularidad en todo el mundo a través de los soldados estadounidenses en la Segunda Guerra Mundial, a quienes se les suministraba chicle como una ración y lo vendían a los lugareños. Las gomas de mascar sintéticas se introdujeron por primera vez en los EE. UU. cuando el chicle tradicional ya no cumplía los estándares de calidad mínimos. En la década de 1960, los fabricantes estadounidenses cambiaron a caucho sintético a base de butadieno, ya que era más barato de fabricar.

## Efectos sobre la salud

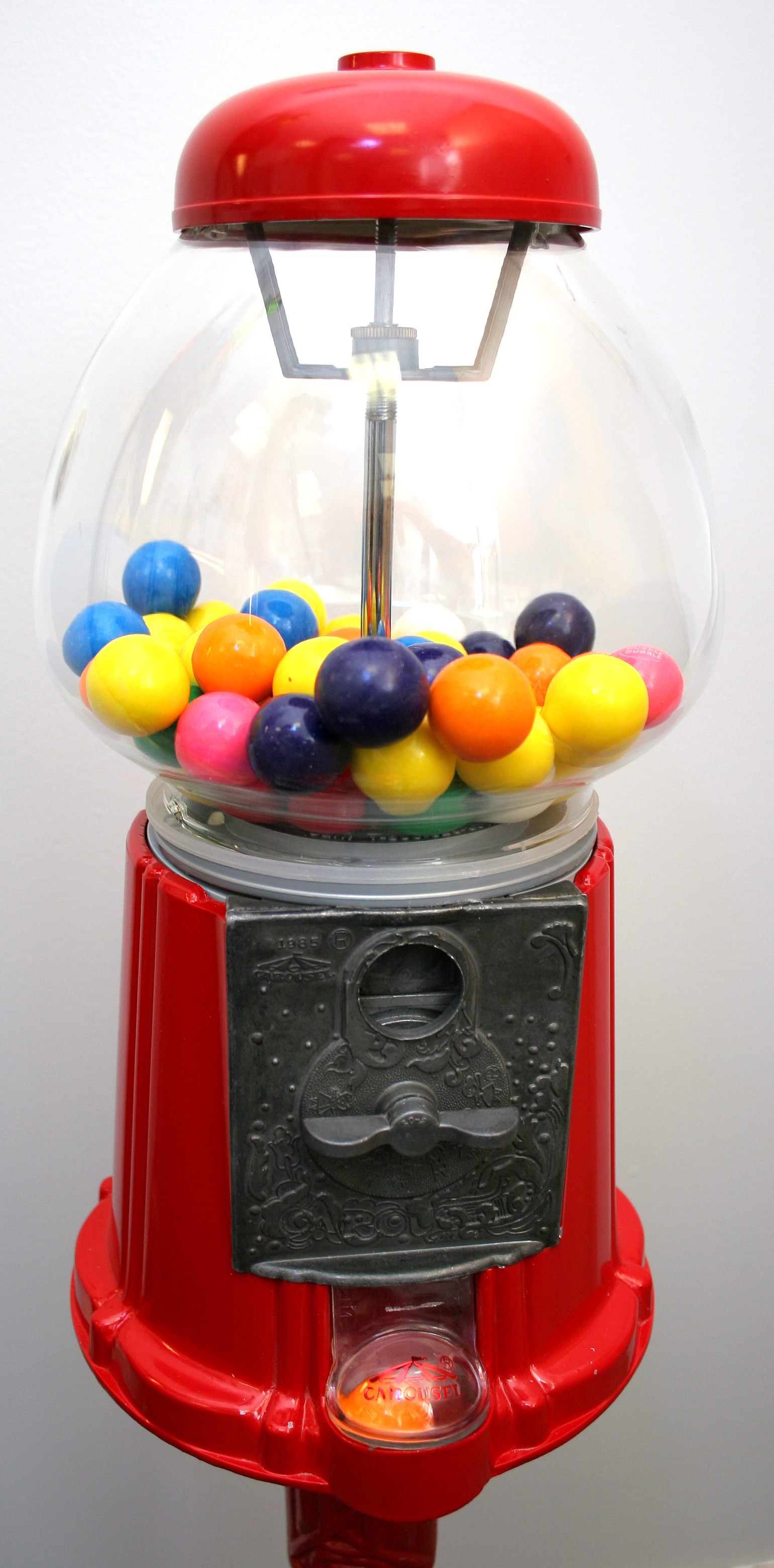
Una máquina expendedora con bolas de chicle dentro.

### Salud dental (chicles sin azúcar)
Prevención de las caries
Los chicles sin azúcar pueden usarse como una alternativa para no tener caries. De hecho, la Asociación Dental Americana (American Dental Association, ADA) informó que hay estudios que indican que masticar chicle sin azúcar durante 20 minutos después de una comida puede prevenir las caries. Esto funciona ya que estimula el flujo de saliva en la boca, lo que sirve para limpiarla de comida y neutralizar los ácidos. La saliva también contiene calcio y fosfato adicionales que promueven el fortalecimiento del esmalte. Los chicles con azúcar también aumentan el flujo de saliva, pero el azúcar que contienen es usado por la placa bacteriana para generar productos secundarios ácidos.[cita requerida]
Fortalecimiento del esmalte
De acuerdo con la ADA, cuando se mastica chicles sin azúcar endulzado con xilitol, se reducen los ácidos que la comida y las bebidas dejan en los dientes. El chicle sin azúcares promueve la salud dental y previene la erosión del esmalte al proporcionar minerales para los dientes. Con un esmalte más fuerte, los dientes tienen una mejor oportunidad en la lucha contra las caries.[cita requerida]
Reducción de la sensibilidad dental
Otro beneficio importante de los chicles sin azúcar es que pueden reducir la sensibilidad dental ocasionada por el blanqueado profesional de dientes. De acuerdo con un estudio publicado en la Revista Dental Británica, los pacientes que habían masticado chicle sin azúcar después de asistir a un blanqueamiento dental tuvieron notoriamente menos sensibilidad dental en comparación con los participantes del estudio que no masticaron chicle. Los investigadores señalaron que la causa de este beneficio podría ser el incremento en el flujo de saliva, ocasionado por el acto de masticar.

### Efectos neurológicos

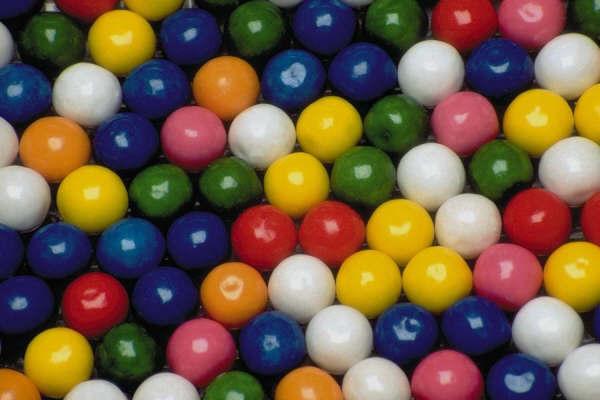
Chicles de la fábrica de Haribo en Francia

Ya con anterioridad se había sugerido que los filósofos de la antigua Grecia animaban a sus alumnos masticar chicle para fomentar el razonamiento. El médico y farmacólogo de la antigua Grecia Dioscórides recomendaba la resina del lentisco (Pistacia lentiscus) por sus presuntas propiedades curativas. A los soldados de los Estados Unidos durante la Primera Guerra Mundial se les suministraban chicles debido a la creencia de que aumentaba la concentración y ayudaba a aliviar el estrés.
Existen ciertos experimentos de laboratorio que sugieren que mascar chicle estimula la memoria, la atención-concentración, reduce la ansiedad y el estrés y puede ayudar a combatir la demencia. En un experimento con ratones a los que se les había extraído los molares y comparándolos con aquellos que conservaban los molares intactos, se comprobó que los ratones incapaces de mascar eran incapaces de memorizar y aprender. El análisis histológico del cerebro demostró cambios en la anatomía del hipocampo de los ratones desmolados. En otro experimento realizado por el doctor Onozuka se comprobó que el acto de masticar aumenta la actividad del hipocampo. La doctora Joyde Wau, de la Universidad de Edimburgo, propone la hipótesis de que la mejoría en la memoria puede ser debido a que el acto de masticar produce la liberación de hormonas antiestrés.
En otro experimento, el doctor Scholey, de la Universidad de Northumbria, con una muestra de sujetos repartidos en tres grupos (un grupo de mascadores, otro de mascadores imaginarios que simulaban mascar y otro grupo que no masticaba chicle alguno), se comprobó que los que mascaban chicles obtuvieron mejor puntuación en el test de memoria. Scholey sugiere que el ejercicio realizado mediante el acto de mascar aumenta la frecuencia cardíaca en 3 latidos por minuto y por tanto mejoraría la perfusión cerebral; por otra parte no descarta que el mascar produjera la liberación de insulina, como un reflejo condicionado, que se adheriría a los receptores del hipocampo. La insulina se ha relacionado con la prevención de la enfermedad de Alzheimer.
Otros estudios asocian la goma de mascar con mejoras en la productividad, reducción de errores cognitivos en el trabajo, aumento de la frecuencia cardíaca y un aumento inicial de los niveles sanguíneos de cortisol, hormona que incrementa el estado de alerta y reduce la somnolencia, así como mejoras en el estado anímico, mejoras en la resolución de distintas tareas cognitivas (como adivinanzas o la repetición de series numéricas) y aumento de la velocidad de reacción.
En Alemania, un proyecto piloto en una escuela primaria de Berlín animó a los alumnos al consumo de chicles durante las clases y los descansos, y llegó a la conclusión de que mascar estimulaba el cerebro, el aprendizaje y la inteligencia. Siegfried Lehrl, jefe de la Sociedad de Brain Training y científico de la Universidad de Erlangen, alude que posiblemente el efecto positivo se relaciona con la estimulación del tronco cerebral y el aumento de la perfusión sanguínea al cerebro, relacionado con el estado de alerta. En el 2002, se realizó otro experimento similar capitaneado por científicos de la Universidad de Northumbria en Inglaterra, y se comprobó que las personas que mascaban chicle obtuvieron una mejora del 35 por ciento en su capacidad para recordar palabras.

### Beneficios

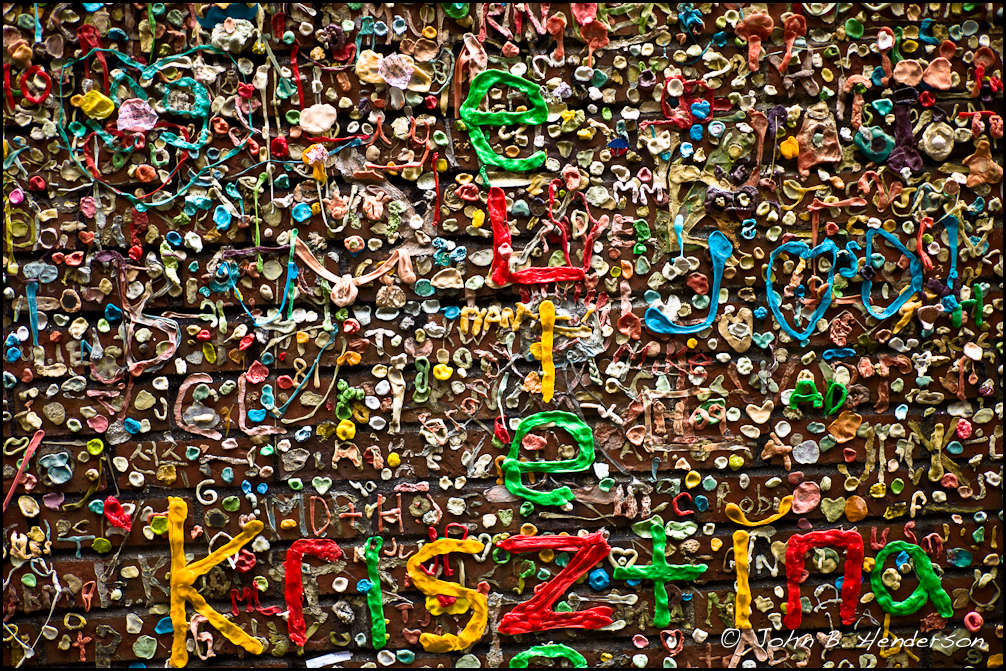
Composición artística realizada con chicle

- Mejora la concentración: alivia ansiedad, aumenta la concentración y el estado de alerta y reduce el estrés. Los niveles de cortisol se reducen en un 16 por ciento. Aumento del rendimiento intelectual.[16]
- Reduce la acidez en la boca: masticar estimula un mayor flujo de saliva neutralizando el ácido de los alimentos y las bebidas. La saliva tiene calcio y hierro que mineralizan los dientes.[16]
- Reduce la caries: el xilitol inhibe microorganismos causante de caries.[16]
- Reduce la acidez estomacal.[16]
- Combate el estrés y la ansiedad: mascar chicle tiene un efecto calmante. Reduce la ansiedad en situaciones estresantes, algo que se relaciona con el mayor flujo de sangre al cerebro.[17][16]
- Ayuda a dejar de fumar: los chicles con nicotina se usan para pacientes adictos al tabaco.
- Alivio de náuseas: los chicles de menta contienen componentes que disminuyen las contracciones en el estómago.[16][18]

Está en fase de desarrollo fabricar un chicle para enfermos de diabetes tipo 2 que contiene metformina.

### Perjuicios
Existe cierta contradicción sobre los efectos negativos en la salud bucodental de aumentar el consumo de chicles. Algunos afirman que al estimular la salivación se combate la placa dental, mientras otros afirman que el elevado contenido en azúcares sirve de sustrato para el desarrollo de la flora microbiana patógena bucal (microorganismos, principalmente bacterias) y el desarrollo posterior de caries. En todo caso parece que la mejor opción es el consumo de chicles sin azúcar, y que contengan xilitol.
- Caries: los chicles con azúcar contienen glúcidos simples por lo que pueden engordar y promover el desarrollo de caries.
- Trastornos gastrointestinales: en exceso (de 4 a 16 chicles diarios) puede producir gastritis, cólicos, gases intestinales y diarrea por su contenido en sorbitol;[22] también puede provocar acidez, úlcera y pérdida de peso. También contribuye a tragar más aire, lo cual es causa de flatulencia.[23]
- Dolor en la mandíbula: mascar chicle demasiado tiempo fuerza las articulaciones témporo-mandibulares, produciendo desgaste, con lo que el cierre de la boca se altera.
- Efectos secundarios de colorantes y aromas: algunos aditivos pueden ser perjudiciales a largo plazo.[24][25][16]

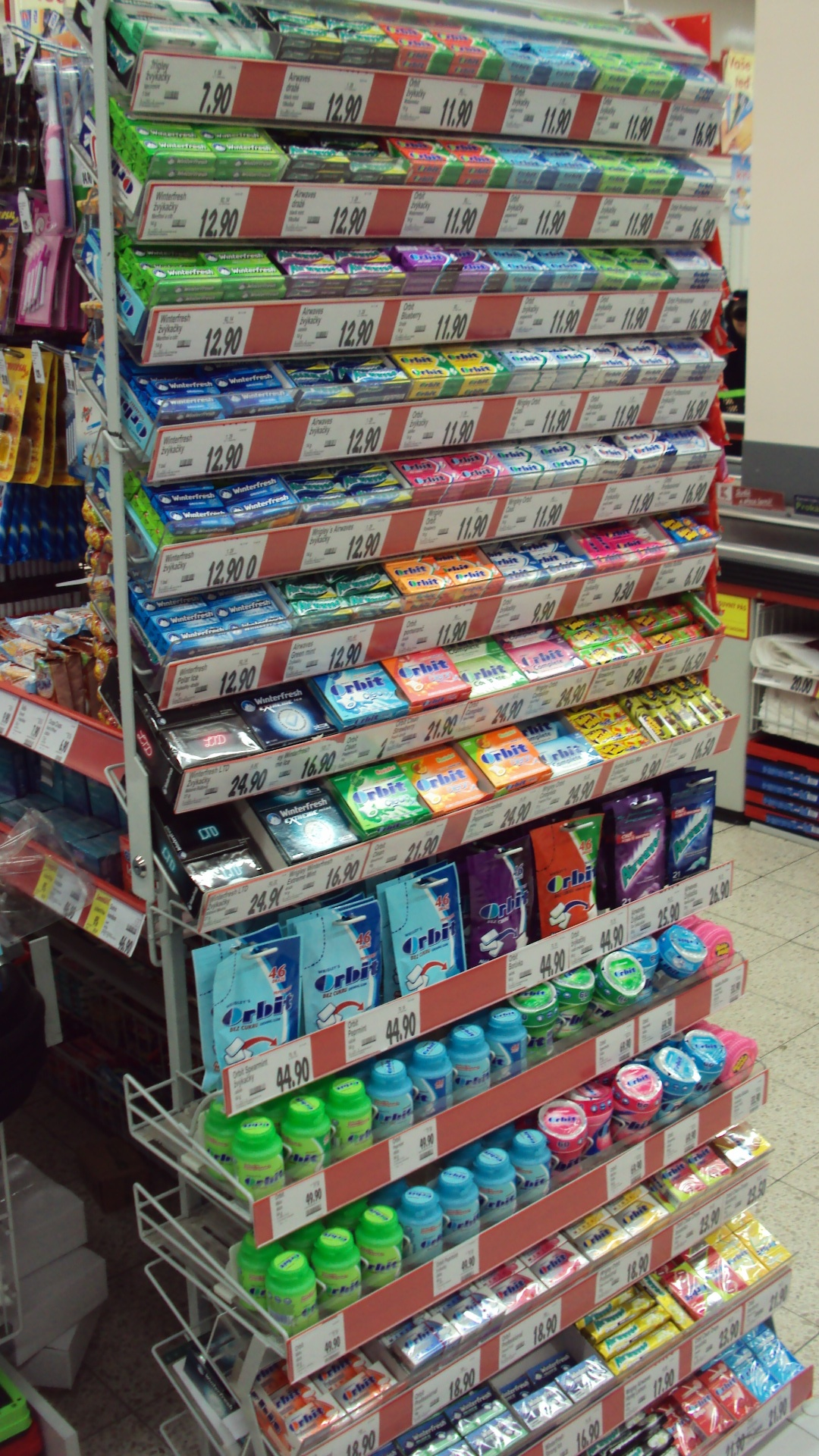
Distintas gamas de chicles

### Otros efectos
- Reduce el apetito: estimula la sensación de saciedad y reduce el impulso de tomar alimentos dulces. Reduce la ingesta calórica.[26]

### Posible carcinógeno
La preocupación ha surgido acerca de la posible carcinogenicidad del acetato de vinilo utilizado por algunos fabricantes en sus gomas bases. No se conocen exactamente sus consecuencias a largo plazo. El gobierno canadiense llegó a clasificarlo en principio como una «sustancia de riesgo potencialmente alto». Sin embargo, el 31 de enero de 2009, el Gobierno de Canadá llegó a la conclusión, en una evaluación final, de que la exposición al acetato de vinilo no se considera que pueda ser perjudicial para la salud humana. Según la Ley Canadiense de Protección Ambiental (CEPA), esta decisión se basa en información actualizada recibida durante el período de comentarios públicos, así como la información más reciente de la evaluación de riesgo realizada por la Unión Europea.

## Controversias
En Singapur el hecho de masticar chicle en la vía pública se considera un acto penado por la ley, cuyas sanciones pueden ir desde cuantiosas multas hasta posibles arrestos.